# Roy Heiner
Roy Heiner, född den 22 november 1960 i Virginia, Sydafrika, är en nederländsk seglare.
Han tog OS-brons i finnjolle i samband med de olympiska seglingstävlingarna 1996 i Atlanta.